# Bonghwasan
Cet article concerne la montagne. Pour la station du métro de Séoul, voir Bonghwasan (métro de Séoul).
Bonghwasan (en coréen : 봉화산) est une montagne du Jeolla du Nord, dans l'Ouest de la Corée du Sud. Elle a une altitude de 920 mètres.